# Interpersonální komunikace
Interpersonální komunikace je vzájemná komunikace mezi dvěma nebo více jedinci. Současná sémiotika připouští i komunikaci ne-lidskou (komunikaci na úrovni říše zvířecí a rostlinné, jistě i v interakci s říší lidskou – těmito specifiky se pak zabývají obory jako biosémiotika, zoosémiotika a další). Motivace ke komunikaci je v zásadě skrytá (latentní) funkce.

## Potřeba komunikace
Potřeba komunikovat je přirozená. Každý komunikant má však jiné potřeby, týkající se též intenzity komunikace. Někteří lidé potřebují častý a pravidelný kontakt, jiní komunikaci nevyhledávají tak často. Potřeba komunikovat je ovlivněna také zaměstnáním. Lidé, kteří ve své práci po celý den komunikují, si od komunikace potřebují odpočinout a věnovat se takzvané aktivní relaxaci. Záměrné a dlouhodobé vyhýbání se komunikaci může být ale příznakem psychické dysbalance.

## Motivace ke komunikaci
Český psycholog Zbyněk Vybíral klasifikuje druhy motivací následovně:
- Kognitivní – potřeba se vyjádřit, sdělit něco svému okolí. Chceme, aby byl komunikační partner obohacen o naše myšlenky, aby se něco nového dozvěděl. Výraz kognitivní znamená poznávací, související s poznáním – proto – kognitivní motivace ke komunikaci odpovídá sémantické náplni výrazu.
- Sdružovací – potřeba navazovat nové vztahy a kontakty prostřednictvím komunikace, potřeba sounáležitosti, potřeba „někam patřit“ prostřednictvím realizované komunikace.
- Sebepotvrzovací – potřebujeme komunikovat a tím budovat svou identitu a své „já“. To modelujeme podle našich reakcí v komunikačních situacích, jimž jsme vystaveni a podobně.
- Adaptační – přizpůsobujeme se okolí, signalizujeme svou sociální roli, kterou buď naplňujeme nebo toto odmítáme rolové stereotypy – nenaplňujeme očekávání společnosti.
- Přesilová – potřeba předvést se před ostatními, vyniknout.
- Existenciální – slouží k udržování psychického zdraví. Hlavním rysem je pocit nutnosti komunikovat. Při nenaplnění existenciální motivace ke komunikaci dochází k psychické nepohodě, depresivním stavům a podobně.
- Požitkářská – komunikujeme, abychom se zabavili, rozptýlili, nemysleli na starosti, odpočinuli si. Pro komunikanta je radostí, když může komunikovat. Jiní autoři právě tuto motivaci shrnují pod jednoduché a zprofanované slovo koverzace.
- Zvláštní druh motivace – potřeba něco zamluvit, převést pozornost od nějakého choulostivého tématu atd.